# Liste des évêques et archevêques de Lucques
La liste des évêques et archevêques de Lucques recense les noms des évêques puis des archevêques qui se sont succédé sur le siège épiscopal de Lucques en Toscane (Italie) depuis la fondation du diocèse de Lucques au IVe siècle, diocèse qui est élevé au rang d'archidiocèse de Lucques en 1726. 

## Liste des ordinaires

### Évêques de Lucques
- Saint Paulin
- Saint Valère
- Massimo v. 343
- Saint Teodoro
- Lorenz v. 556
- Ossequenzio
- Saint Fridianus de Lucques v. 588
- Valeriano
- Abondanzio
- Avenzio
- Dicenzio
- Nunnoso
- Aurelianus
- Probino
- Vindicio
- Pisano
- Paterno
- Leto v. 649
- Eleuter(i)o v. 680
- Felix 685 - 9 novembre 686
- Balsari v. 700
- Talesperiano 713/714- 18 décembre 729
- Walprando 737–754
- Peredeo 755–779
- Jean Ier 779–801, fils d'un certain Teutpertus.
- Iacopo Ier 801-818, frère du précédent, archidiacre du temps de l'épiscopat de son frère.
- Pierre Ier 819–834
- Berengaro Ier 9 novembre 837- 843
- Ambrogio 14 décembre 843- 28 février 852
- Geremia (de la famille Aldobrandeschi) 3 octobre 852- 2 novembre 867 (investi le 20 décembre 852)
- Gherardo Ier 869 - 19 novembre 895
- Pierre II 896–932
- Corrado 935–964
- Aghino v. 967
- Adalongo 968–978
- Guido Ier (de la famille Porcaresi) 979–981
- Teudigrimo 983–987
- Isalfredo 988–989
- Gherardo II 991–1003
- Rodilando 1005
- Grimizzo 1014–1022
- Jean II 1023–1056
- Anselme Ier 1057–1073
- Saint  Anselme II 1073–1086
- Gottifred 1091
- Rangerio 1097–1112
- Rudolf 1112–1118
- Benoît Ier 1118–1128
- Uberto 1128–1135
- Guido II
- Otto 1139–1146
- Grégoire 1147–1164
  - Pievano 1159–1166
  - Lando 1167–1176
- Guglielmo Ier 1170–1194
- Guido III 1194–1202
- Roberto 1202–1225
- Ricciardo 1225
- Opizzone 1228–1231
- Guercio Tebalducci 1236–1256
- Enrico Ier 1256–1269
- Pietro III Angiorello 1269–1274
  - Paganello Ier 1269–1272
- Paganello da Porcari 1274–1300
- Enrico II 1300–1323
- Guglielmo II di Montalbano 1330–1349
- Berengario II della Famiglia Blaxini de Fontesio 1349–1368
- Guglielmo III della Famiglia Lodart di Francia 1368–1373
- Paolo Gabrielli 1374–1380
- Antonio 1380–1383
- Giovanni III Salvucci 1383–1393
- Nicolao Ier Guinigi 1394–1435
- Lodovico Maulini 1435–1440
- Baldassarre Manni 1441–1448
- Stefano Trenta 1448–1477
- Giacomo Ammannati-Piccolomini, cardinal 1477–1479
- Nicolao II Sandomini 1479–1499
- Felino Sandeo 1495–1499
- Giuliano della Rovere, cardinal 1499–1501
- Felino Sandeo 1501–1503
- Galeotto Franciotti della Rovere, cardinal 1503–1507
- Sisto Gara della Rovere, cardinal 1507–1517
- Leonardo Grosso della Rovere, cardinal 4–9 mars 1517
- Raffaele Riario 9 mars 1517 - 13 novembre 1517 (administrateur apostolique)
- Francesco Ier Riario-Sforza 1517–1546
- Bartolomeo Guidiccioni, cardinal 1546–1549
- Alessandro Ier Guidiccioni 1549–1600
- Alessandro II Guidiccioni 1600–1637
- Marcantonio Franciotti, cardinal 1637–1645, † 1666
- Giavanbattista Rainoldi 1645–1649
- Pietro IV Rota 1650–1657
- Girolamo Buonvisi, cardinal 1657–1677
- Giulio Ier Spinola di Genova, cardinal 1677–1690
- Francesco II Buonvisi, cardinal 1690–1700
- Orazio Filippo Spada, cardinal 1704–1714
- Genesio Calchi 1714–1720
- Bernardino Guinigi 1723–1726 (premier archevêque en 1726)

### Archevêques de Lucques
- Bernardino Guinigi 1726–1729 (premier archevêque en 1726)
- Tommaso Cervioni 1729–1731
- Fabio di Colloredo 1731–1742
- Giuseppe Ier Palma 1743–1761
- Vincenzo Torre 1762–1763
- Giovanni Domenico Mansi, O.M.D, 1764–1769
- Martino Bianchi 1770–1788
- Paolino Francesco Bertolini 1789
- Filippo Sardi 1789–1826
- Giuseppe II De Nobili 1826–1836
- Giovan Domenico II Stefanelli 1836–1845
- Pietro V Pera 1845–1846
- Giulio II Arrigoni 1849–1875
- Nicola III Ghilardi 1875–1904
- Benedetto II Lorenzelli 1904–1910
- Arturo Marchi 1910–1928
- Antonio II Torrini 1928–1973
- Enrico III Bartoletti 20 janvier 1973 au 31 mars 1973
- Giuliano II Agresti 1973–1990
- Bruno Tommasi 1991–2005
- Benvenuto Italo Castellani 2005–2019
- Paolo Giulietti depuis 2019